# クレイトン・アンダーソン
クレイトン・アンダーソン(Clayton Conrad Anderson)は、ネブラスカ州オマハ出身のアメリカ航空宇宙局の宇宙飛行士である。STS-117で地球を発ち、国際宇宙ステーションの第15次長期滞在の乗組員として2007年6月10日にスニータ・ウィリアムズと交代した。

## 教育
1977年にネブラスカ州アッシュランドのアッシュランド＝グリーンウッド高校を卒業した。1981年にネブラスカ州のヘイスティングズ大学で物理学の学士号、1983年にアイオワ州立大学で航空宇宙工学の修士号を取得した。

## NASAでのキャリア

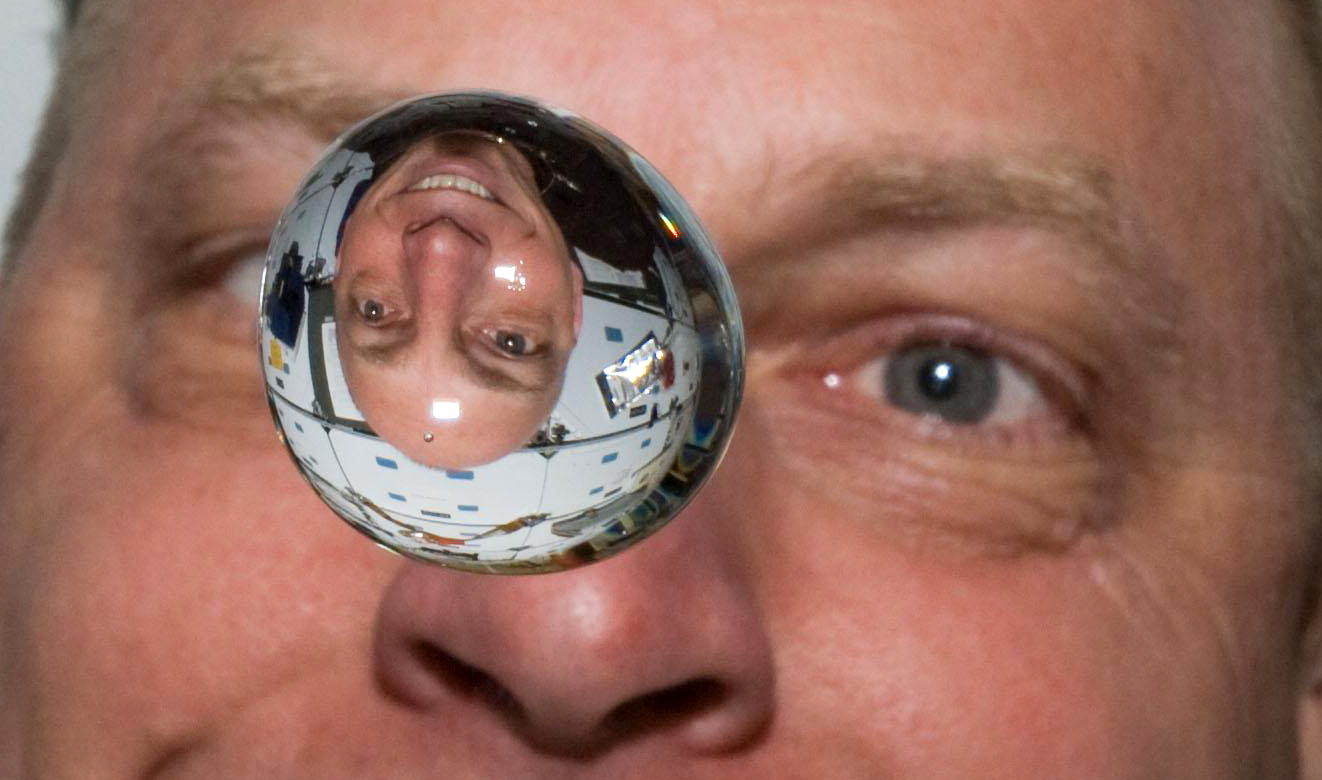
STS-131ミッションで宙に浮く水滴を眺めるアンダーソン

アンダーソンは、1998年6月にNASAによって宇宙飛行士の候補に選ばれ、この年の8月から訓練を受けたと言われている。訓練の内容には、スペースシャトルや国際宇宙ステーションのシステム、T-38の飛行訓練のための準備、荒野でのサバイバル技術等が含まれていた。
宇宙飛行士として配属される前、アンダーソンはCAUプロジェクトのECWシステム開発のリーダーを務めた。第4次長期滞在では、地上からの船内の技術的なサポートと乗組員の家族のサポートを行った。2002年11月、アンダーソンは船外活動の訓練を終え、第12次長期滞在、第13次長期滞在、第14次長期滞在ではフライトエンジニアのバックアップを務めた。
2003年6月、アンダーソンはNEEMO5ミッションに参加し、水中の実験室で14日間を過ごした。水中での滞在中に、アンダーソンはナイフで親指を切り、極限医療の専門家であるケネス・カムラーによって縫合された。
2010年6月に打ち上げられたSTS-131では、アンダーソンはミッションスペシャリストを務めた。このミッションの第一のペイロードは、国際宇宙ステーションに補給品や機器を届ける多目的補給モジュールであった。

### 国際宇宙ステーション
アンダーソンは第15次長期滞在のメンバーとなり、152日間を国際宇宙ステーションで過ごした。彼は、2007年6月8日にSTS-117で国際宇宙ステーションを訪れ、第16次長期滞在の乗組員として国際宇宙ステーションに留まり、2007年11月7日にSTS-120で地球に帰還した。2007年7月と8月の船外活動中に彼が撮影した2枚の写真は、ポピュラーサイエンス誌のフォトギャラリーに掲載された。
アンダーソンは、マイケル・ロペス＝アレグリアが始めた伝統である、地上管制員との「豆知識」コンテストの日課を続けた。アレグリアは7ヶ月の滞在期間中、映画の引用を地上に送信し、地上の管制員チームにその出典元を出題した。ミッションが終わりに近づくと、彼は出典を映画から音楽に変えた。アンダーソンはこの伝統を引き継ぎ、自分流にアレンジを加え、”Book of Answers: The New York Public Library Telephone Reference Service's Most Unusual and Entertaining Questions”を用いた。また、アンダーソンはしばしば地上の管制員や関係者に曲を送った。有名なのは、妻の誕生日に送ったブライアン・アダムスの"(Everything I Do) I Do It for You"である。

## 個人
アンダーソンはオマハで生まれたが、ネブラスカ州アッシュランドを故郷だと考えている。エルクハート出身のスーザン・ジェーン・ハレルドと結婚し、息子のクレイトンと娘のサットンがいる。母のアリスは、2007年12月、彼が地球に帰還した直後に死去した。父のジョンも既に死去している。
他の多くの宇宙飛行士と同様に、彼もアマチュア無線の資格を持っており、2001年8月13日に連邦通信委員会から、KD5PLAのコールサインを与えられている。国際宇宙ステーション滞在中の2007年9月、彼はステーション内にある2つのアマチュア無線機のうちの1つを使って、生徒との交信を行った。
アンダーソンはネブラスカ州で唯一の宇宙飛行士で、1998年に宇宙飛行士に選ばれるまでに15回落選したと言われている。2013年1月に15年間勤めたNASAを退職し、現在は教育に関心を持っている 。